# Werdandi-Bund
Der Werdandi-Bund wurde am 5. Mai 1907 in Berlin von einer Reihe bekannter Künstler und Publizisten, insbesondere durch den Maler Hermann Hendrich, gegründet.

## Gesellschaftlicher Einfluss
Aufgrund seiner gesellschaftlich hoch angesehenen und im Kulturleben prominenten Mitglieder verfügte der Werdandi-Bund über weitaus mehr Einfluss als eine Vielzahl anderer völkisch-rassistischer Verbände. Dem „Ehrenbeirat“ des Bundes gehörten Wilhelm Raabe, Adolf Harnack, Fritz von Uhde, Siegfried Wagner und Wilhelm Busch an. Zu den Unterzeichnern des Gründungsaufrufs gehörten neben Arthur Moeller van den Bruck und Houston Stewart Chamberlain auch Richard Wagners Schwiegersohn Henry Thode, der völkische Literaturhistoriker Adolf Bartels und der deutsche Übersetzer und Herausgeber Arthur de Gobineaus, Ludwig Schemann. Weitere Unterzeichner waren Otto Modersohn, Franz von Stuck, Max Klinger, Agnes Sorma, Ferdinand Avenarius und Paul Schultze-Naumburg. Schroffe Ablehnung erfuhr der Bund durch die Frankfurter Zeitung und das Berliner Tageblatt.

## Ideologie
Der Name des Bundes bezieht sich auf die nordische Schicksalsgöttin Werdandi (auch Verdanti oder Verthandi, nordisch für werdend). In Gründungsaufruf heißt es: „Nur dann vermag die todkranke deutsche Kunst zu gesunden, wenn die harte Germanenfaust aus völkischen Empfindungswuchten mythisch-mächtige Walkürenwolken gestaltet und aus düsterem deutschem Gestein Rolandstatuen edlerer Begrifflichkeiten ahnungsvoll und sagenfreudig erzeugt.“ Dem Werdandi-Bund gehörten etwa 500 Mitglieder an. Es gibt keine Hinweise darauf, dass der Bund nach 1914 fortbestanden hat.
Der Bund zielte auf die „Gesundung der germanischen Kultur“, wofür er „im Volke für Gesundes und Verwerfliches seines Kulturbildes (für Artgemäßes und Artfremdes) ein sicheres Unterscheidungsvermögen herauszubilden“ plante. Der Werdandi-Bund wurde zu einem Vorläufer anderer völkisch-nationaler Gemeinschaften der Konservativen Revolution der Zwischenkriegszeit wie des Juniklubs, des Netzwerks der „Ring“-Bewegung und des Deutschen Herrenklubs.